# Рождественское наводнение (1717)

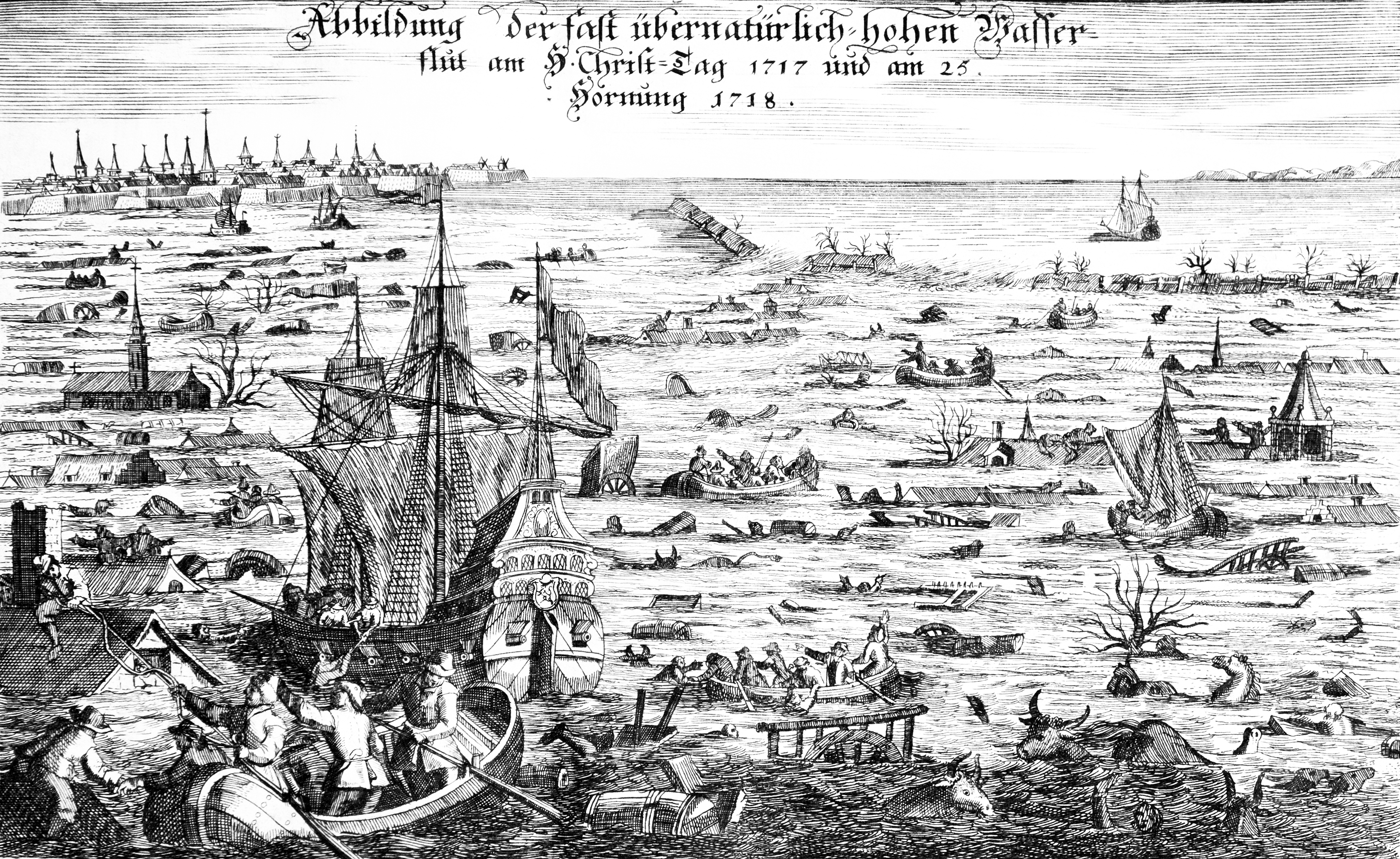
Рождественское наводнение 1717 года на медной гравюре неизвестного автора (1719)

Рождественское наводнение 1717 года (нидерл. Kerstvloed 1717, нем. Weihnachtsflut 1717) — результат северо-западного шторма, который обрушился на побережья Нидерландов, Германии и Скандинавии Рождественской ночью 1717 года (в ночь с 24 на 25 декабря). В результате погибло около 14 000 человек. Это было последнее большое наводнение на севере Нидерландов. Морские воды достигли Гронингена, Зволле, Амстердама и Харлема. Много приморских деревень были опустошены полностью, в особенности на западе Влиланда и в провинции Гронинген.